# Lucas Calderón
Lucas Calderón (La Plata, 30 giugno 1998) è un ex calciatore argentino, di ruolo attaccante.

## Biografia
È figlio di José Luis Calderón, ex calciatore della nazionale argentina.

## Carriera

### Club
Cresciuto nel settore giovanile del Gimnasia (LP), ha esordito in prima squadra il 6 ottobre 2018 in occasione dell'incontro di Primera División vinto 1-0 contro il Godoy Cruz.